# 海兵隊協会
海兵隊協会（かいへいたいきょうかい、英語：Marine Corps Association、略称：MCA）は、アメリカ合衆国海兵隊の要員に専門家組織を提供する非営利の独立協会である。本部はバージニア州プリンスウィリアム郡クアンティコにあるクアンティコ海兵隊基地の中に置き、協会は「レザーネック・マガジン（en:Leatherneck Magazine）」や「海兵隊ガゼット（en:Marine Corps Gazette）」といった出版物を発行している。
海兵隊協会は合衆国海軍に対しての海軍研究所に類似した役割を占めている。他には合衆国陸軍に対しての合衆国陸軍協会や、合衆国空軍に対しての空軍協会がある。

## 役割
海兵隊協会は主に全海兵隊員の福祉とプロフェッショナル意識の向上に関わっている。具体的には専門教育プログラム、出版物（新聞と雑誌）、海兵隊員へのサポート業務および海兵隊活動を提供する。そして、それは2007年には7,000以上のアワードが提供され、世界で活動する海兵隊員にとり最も大きな提供者となっている。海兵隊協会は海兵隊が資金充当が出来ないイベントやその他の活動の為に海兵隊に替わりこれらを提供する。
海兵隊協会は自身の使命を以下のように定義する。
- 海兵隊員間で戦技や科学の知識を広めることで海兵隊を支援する。
- 海兵隊員のために専門能力の開発する機会を提供する。
- 精神を育成し海兵隊の伝統を維持する。
- 協会員に特別な利益を提供する。

## 歴史
海兵隊協会は1901年4月25日にリトルトン・W・ T・ウォラー海兵大佐の指揮下、第1臨時海兵旅団の士官達によって設立された。1908年から1909年の間、遅いながらも発展した前進基地部隊（en:Advanced Base Force）は、旧植民地時代から続く伝統的な艦艇警備任務からの撤退に至っていた、そして、海軍と海兵隊の間で論争が引き起こされていた。艦艇警備問題の取扱について海兵隊司令部は怒り、タフト大統領によるビドル司令官の任命で失望が加わり、臨時旅団の士官達は自身のためのロビーと独学フォーラムの創設を決意した。更に時勢として、キューバまたはメキシコへの介入の可能性があった。
第1臨時海兵旅団は直後に解組されたが、海兵隊協会は活動状態のままであった。2年後、再びグアンタナモ湾で第2師団臨時海兵旅団の士官達は、リンカーン・カーメニー海兵大佐の命によって、正式に海兵隊協会を組織した。カーメニー海兵大佐はジョン・A・ルジューヌ海兵中佐（後に第13代海兵隊総司令官）を初代会長に指名した。

### 合衆国海兵隊プログラム
約60年間、海兵隊協会は現役海兵隊士官によって運営される半独立団体であった。協会は会長（1976年までは現役の海兵隊総司令官と副司令官）と理事会によって率いられた。協会は1913年に新聞の発行を始め、1930年代の会員数減少ではジョージ・リチャーズ海兵准将の努力によって会勢は逆転する。

### 独立団体化
1972年の国防総省の政策転換で、現役海兵隊士官が海兵隊協会の職員として勤務することが認められなくなった。そして、協会は非営利組織として組織変換され、ベバン・G・キャス（Bevan G. Cass）退役海兵大佐を初代理事長として迎え、1978年末まで協会を導いた。この間に、以前は別々に発行されていた機関紙「レザーネック協会」と「レザーネックマガジン」は不採算事業であった為、自主的に海兵隊協会に吸収合併され、出版物・専門プログラムとして事業は継続された。
1979年1月、ジョージ・L・バートレット（George L. Bartlett）退役海兵准将を新たな理事長として引き継ぎ、1989年まで協会を導いた。理事長としてのバートレット准将の主な事業には保有権問題についてこれを解決し前進させることがあった。これは、合衆国海兵隊の総本山でもあるクアンティコ海兵隊基地内に自己費用で協会本部ビルを建設し、法的理由のため協会はビルを海兵隊に寄付した。そして、海兵隊は協会に対し50年間のビルの占有について同意した。
1989年1月、理事長はバートレット退役准将からアンソニー・ルークマン（Anthony Lukeman）退役海兵中将に交代した。更に、協会の成長や統合と海兵隊組織のサポート（海兵隊大学校やトイズ・フォー・トッツ財団（en:Toys for Tots）を含む）が続いた。
1998年、レスリー・M・パーム（Leslie M. Palm）退役海兵少将が会頭に交代する。